# Ваздухопловна база Кеј Ај Сојер
Ваздухопловна база Кеј Ај Сојер (енгл. K. I. Sawyer Air Force Base) град је у америчкој савезној држави Мичиген.

## Демографија
По попису из 2000. године број становника је 1.443.
| Група             | 2000.         | 2010.    |
| Белци             | 1.289 (89,3%) | 0 (0,0%) |
| Афроамериканци    | 10 (0,7%)     | 0 (0,0%) |
| Азијати           | 5 (0,3%)      | 0 (0,0%) |
| Хиспаноамериканци | 31 (2,1%)     | 0 (0,0%) |
| Укупно            | 1.443         | 0        |